# サラ・チャット
レディ・サラ・フランシス・エリザベス・チャット（Lady Sarah Frances Elizabeth Chatto, 1964年5月1日 - ）は、アンソニー・アームストロング＝ジョーンズとマーガレット王女の1人目の女子である。イギリス王位継承順位では28番目に当たる。
祖父はジョージ6世、祖母はエリザベス・ボーズ＝ライアン、兄は第2代スノードン伯爵デイヴィッド・アームストロング＝ジョーンズ。
1981年7月29日、セント・ポール大聖堂で執り行われた従兄弟のチャールズ皇太子の婚礼において、ダイアナのブライズメイド(花嫁介添人)を務めた。
1994年7月14日にダニエル・チャットと結婚した。サミュエル・チャットとアーサー・チャットを産んでいる。